# بين بولوك
بين بولوك (بالإنجليزية: Ben Bullock)‏ هو مشارك تلفزيون الواقع ‏ ومحامي وطباخ أسترالي، ولد في 19 يوليو 1989 في برث في أستراليا.